# ساول جولدسميث
ساول جولدسميث هو لاعب شطرنج وسياسي نيوزيلندي، ولد في 17 فبراير 1911، وتوفي في 4 نوفمبر 1988. نشط حزبياً في الحزب الوطني في نيوزيلندا.